# Osík
Osík är en ort i Tjeckien. Den ligger i regionen Pardubice, i den centrala delen av landet, 140 km öster om huvudstaden Prag. Osík ligger 361 meter över havet och antalet invånare är 1 051.
Terrängen runt Osík är platt åt sydväst, men åt nordost är den kuperad. Runt Osík är det ganska glesbefolkat, med 38 invånare per kvadratkilometer. Närmaste större samhälle är Litomyšl, 3,4 km nordost om Osík. Trakten runt Osík består till största delen av jordbruksmark.